# Cuarta División Andaluza
La Cuarta División Andaluza fue la última categoría del fútbol español en Andalucía, aunque no estaba presente en todas las provincias. Era la división inmediatamente inferior a la Tercera División Andaluza, y su categoría inferior fue la Tercera Provincial o Quinta División Andaluza. 
Desapareció tras finalizar la temporada 2015/2016 con la reestructuración de las categorías de fútbol regional realizada por la FAF.

## Sevilla

### Cuarta Andaluza de Sevilla Grupo 1
- Aguadulce CF
- CF Santa María
- Puebla de Cazalla
- La Roda CF
- Estepa Industrial
- CD Fuentes
- Racing Los Molares
- El Tinte de Utrera
- CD Utrera B
- Écija CF
- San Marcos
- Lentejuela
- Algámitas
- CD Pruna

|  |     | Equipos            |  | PJ | PG | PE | PP | GF | GC | DG  | Pts |
|  | --- | ------------------ |  | -- | -- | -- | -- | -- | -- | --- | --- |
|  | 1.  | CF Santa María     |  | 21 | 16 | 4  | 1  | 82 | 17 | +65 | 52  |
|  | 2.  | Écija C.F.         |  | 21 | 13 | 5  | 3  | 54 | 17 | +37 | 44  |
|  | 3.  | La Roda C.F.       |  | 21 | 13 | 5  | 3  | 49 | 27 | +22 | 44  |
|  | 4.  | Puebla de Cazalla  |  | 21 | 12 | 4  | 5  | 50 | 32 | +18 | 40  |
|  | 5.  | El Tinte de Utrera |  | 21 | 12 | 4  | 5  | 52 | 38 | +14 | 40  |
|  | 6.  | Estepa Industrial  |  | 21 | 10 | 3  | 8  | 41 | 30 | +11 | 33  |
|  | 7.  | CD Utrera B        |  | 21 | 8  | 6  | 7  | 41 | 32 | +9  | 30  |
|  | 8.  | CD Fuentes         |  | 21 | 10 | 0  | 11 | 41 | 42 | -1  | 30  |
|  | 9.  | Racing Los Molares |  | 21 | 8  | 4  | 9  | 39 | 52 | -13 | 28  |
|  | 10. | UD Algámitas       |  | 21 | 6  | 3  | 12 | 26 | 67 | -41 | 21  |
|  | 11. | CD San Marcos      |  | 21 | 6  | 3  | 12 | 34 | 52 | -18 | 21  |
|  | 12. | CD Lentejuela      |  | 21 | 5  | 3  | 13 | 27 | 44 | -17 | 18  |
|  | 13. | Aguadulce          |  | 21 | 3  | 2  | 16 | 21 | 59 | -38 | 11  |
|  | 14. | CD Pruna           |  | 21 | 1  | 2  | 18 | 15 | 63 | -48 | 5   |

Pts = Puntos; PJ = Partidos Jugados; PG = Partidos Ganados; PE = Partidos Empatados; PP = Partidos Perdidos; GF = Goles Anotados; GC = Goles Recibidos; DG = Diferencia de goles

### Cuarta Andaluza de Sevilla Grupo 2
| - Alcalá del Río CF - Mairena del Alfarafe - Alcolea del Río - CD Cantillana - CD Mosquito - UD Constantina - Guadalcanal - CD El Pedroso | - Liceo Alanis - Carmonense - Priorato Juventud - CD Peñaflor - Minas CF - Navas Concepción |

### Cuarta Andaluza de Sevilla Grupo 3
| - Pilas Atlético - CD Montequinto - Atlético Villanueva - Cantarrana - Bellavista B - Atlético Porvenir - Rociera B - Nueva Sevilla | - UD Loreto - CD Almensilla - Palomares CF - CD Rabesa - Atlético Maribáñez - Carrión Balompié - JD Bormujos |

### Cuarta Andaluza de Sevilla Grupo 4
| - Espartinas - Calavera CF - Guillena CF - CD San Martin - UD Fuente del Rey - Castillo CF - Palmete - CD Gelves | - UD Claret - UD Santiponce - Umbrete CF - Aználcollar - UD Pino Montano - UD Dos Hermanas - El Ronquillo CF - La Motilla FC |

Campeón Atlético Sanlúcar

## Cádiz
| - Alma de África - UD Bornense - Conil B - El Bosque - Español de Vejer - Espera CF - Facinas - Federico Mayo B - Ilusión Algeciras - Pago San José - UD Bornense - Xerez Balompié |